# Aristida vestita
Aristida vestita är en gräsart som beskrevs av Carl Peter Thunberg. Aristida vestita ingår i släktet Aristida och familjen gräs. Inga underarter finns listade i Catalogue of Life.